# Фридман, Даниэль (юрист)
Даниэль Фридман (ивр. דניאל פרידמן‎; род. 17 апреля 1936) — израильский государственный и политический деятель, юрист, профессор права в Тель-Авивском университете, лауреат Государственной премии Израиля за 1991 год, министр юстиции Израиля с 2007 по 2009 год.

## Биография
Даниэль Йона Фридман родился в подмандатной Палестине в 1936 году в семье Виктора и Ехудит Фридманов, которая жила там в течение семи поколений. В возрасте 17 лет Даниэль поступил учиться на кафедру права в Еврейском университете Иерусалима. Его докторская диссертация под руководством профессора Ури Ядина носила название «Методы страхования жертв дорожно-транспортных происшествий» и была представлена к защите в 1966 году. После этого он продолжил учёбу в Гарвардском университете, где получил степень магистра права.
В 1960-х годах он работал научным помощником профессора Зеева Зельтнера на юридическом факультете Тель-Авивского университета. В 1968 году получил должность старшего преподавателя. Затем он получил должность профессора, а в 1974—1978 годах являлся деканом юридического факультета Тель-Авивского университета. Соучредитель «Центра междисциплинарных исследований права» при Тель-Авивском университете и его первый директор.

## Награды
Фридман является лауреатом нескольких израильских и международных премий, включая премию Зельтнера (присуждаемую выдающимся юристам), премию Суссмана, премию Минкоффа и премию Израиля в 1991 году в области юриспруденции.